# Phytodietus vulgaris
Phytodietus vulgaris là một loài tò vò trong họ Ichneumonidae.